# Wilfried Oettel
Wilfried Oettel (* 16. Januar 1939) ist ein deutscher Politiker (CDU).
Der in Bärenstein wohnende Oettel wurde am 14. Juni 1990 vom Kreistag des Landkreises Annaberg zum Landrat gewählt. Bei der Kommunalwahl im Juni 1994 wurde er in diesem Amt bestätigt. Am 24. Juni 2001 verlor er mit 47,9 % zu 52,1 % der Stimmen knapp die Stichwahl gegen den Kandidaten des Bürgerforums Annaberg, Jürgen Förster, und schied aus seinem Amt aus.
Von August 2008 bis Januar 2010 war Oettel übergangsweise Präsident des Kreissportbunds des im Rahmen der Sächsischen Kreisreform neugebildeten Erzgebirgskreises.